# Referendum w Azerbejdżanie w 2016 roku
Referendum konstytucyjne w Azerbejdżanie odbyło się 26 września 2016. Dotyczyło ono zatwierdzenia 29 poprawek do Konstytucji. Chodzi w nich m.in. o wzmocnienie władzy prezydenta oraz możliwość ograniczania niektórych praw obywatelskich.

## Tło referendum
18 lipca 2016 prezydent İlham Əliyev ogłosił dekret nowelizujący Konstytucję. 25 lipca Sąd Konstytucyjny stwierdził, że poprawki są zgodne z prawem i mogą zostać poddane pod referendum. 26 lipca prezydent ogłosił referendum, wyznaczając jego termin na 26 września.

## Treść poprawek
Poddane pod głosowanie poprawki do Konstytucji Azerbejdżanu dotyczą m.in.:
- obniżenia do 18 lat wieku umożliwiającego kandydowanie na prezydenta lub posła bądź objęcie funkcji ministra (dotychczas prezydent musiał mieć ukończone 35 lat, poseł 25, a minister 30);
- wydłużenia kadencji prezydenta z 5 do 7 lat;
- wprowadzenia stanowisk wiceprezydenta oraz pierwszego wiceprezydenta, który przejmowałby obowiązki głowy państwa w przypadku opróżnienia urzędu lub niemożności pełnienia funkcji przez prezydenta (oba stanowiska mają być obsadzane przez prezydenta);
- upoważnienia prezydenta do skrócenia (w określonych okolicznościach) kadencji parlamentu, a także rozpisania wcześniejszych wyborów prezydenckich;
- uzależnienia wolności zgromadzeń od zgodności z „ładem publicznym i moralnością”;
- ograniczenia prawa własności do ziemi w sytuacjach, gdy kłóci się ono ze „sprawiedliwością społeczną i efektywnym wykorzystaniem ziemi”;
- możliwości odbierania obywatelstwa azerbejdżańskiego.

## Debata i kampania referendalna
W ocenie politologa İlqara Vəlizadə zaakceptowanie poprawek w referendum oznaczać będzie, że „ciężar władzy wykonawczej przejdzie na instytucję prezydenta”. Jest to kolejny krok w kierunku umocnienia urzędu prezydenta po referendum w 2009, które zniosło limit dwóch kadencji, otwierając Əliyevowi drogę do dożywotniej prezydentury, przy założeniu, że wygrywałby kolejne wybory.
Liderzy partii opozycyjnych skrytykowali zmiany w Konstytucji, podkreślając, że oznaczają one wzmocnienie władzy prezydenta kosztem parlamentu i rady ministrów. Niektórzy politycy opozycji wskazywali jednak, że zmiany są uzasadnione ze względu na napiętą sytuację geopolityczną w regionie i ryzyko wojny z Armenią.
Politycy opozycji przekonywali, że obniżenie wieku wyborczego ma umożliwić namaszczenie na następcę syna prezydenta, 19-letniego Heydəra Əliyeva juniora.
Organizacje praw człowieka wskazywały na represje wobec opozycji w kampanii referendalnej. Centralną Komisję Wyborczą odmówiła rejestracji inicjatywy Muzułmańskiej Partii Demokratycznej, zamierzającej prowadzić kampanię przeciw poprawkom. Aresztowano lidera i dwójkę działaczy opozycyjnej grupy Re Al (Republikańska Alternatywa) i skonfiskowano 100 tysięcy ich ulotek. 6 września zamknięto opozycyjną gazetę „Azadlıq”, zbliżoną do Ludowego Frontu Azerbejdżanu.

## Opinia Komisji Weneckiej
Na początku września pięcioro azerbejdżańskich działaczy praw człowieka zwróciło się do sekretarza generalnego Rady Europy z prośbą o ocenę proponowanych zmian w Konstytucji przez Komisję Wenecką. W ich opinii zmiany te byłyby „antydemokratyczne”.
20 września Komisja Wenecka opublikowała wstępną opinię na temat projektu zmian w Konstytucji. Krytycznie odniosła się do procedury przyjmowania poprawek, wskazując na brak udziału parlamentu w procesie zmieniania Konstytucji oraz brak czasu na publiczną debatę na temat zmian. Komisja pochwaliła wprowadzenie do Konstytucji zasady proporcjonalności, korzystnej z punktu widzenia praw obywatelskich. Zarazem wskazała, że inne zmiany budzą uzasadnione obawy dotyczące ograniczeń prawa do zgromadzeń, wolności słowa i wolności zrzeszania się.
Komisja Wenecka uznała, że proponowane poprawki wzmocnią już i tak nieproporcjonalnie silną pozycję prezydenta i osłabią demokratyczną kontrolę władzy. Komisja określiła reformę jako „sprzeczną z europejskim dziedzictwem konstytucjonalizmu”.
W odpowiedzi na opinię Komisji Weneckiej przedstawiciel administracji prezydenta Şahin Əliyev oświadczył, że poprawki nie dają prezydentowi dodatkowej władzy, a jedynie mają poprawić jakość i sprawność rządzenia. Podkreślił, że w opinii znalazły się błędy i nieścisłości, i że proponowane zmiany nie wykraczają poza rozwiązania stosowane w krajach demokratycznych, takich jak Francja czy Stany Zjednoczone.

## Wyniki
Aby referendum było ważne, musi w nim wziąć udział co najmniej 25% uprawnionych do głosowania. Do zatwierdzenia poprawek wymagana jest większość ponad 50% głosów. Zgodnie z postanowieniem Centralnej Komisji Wyborczej o każdej poprawce wyborcy decydowali oddzielnie.
Zgodnie z wynikami exit pollu przeprowadzonego na ponad 12 000 wyborcach frekwencja w referendum wyniosła 66,8%. Ok. 80% głosujących miało opowiedzieć się za wydłużeniem kadencji prezydenta.
Według oficjalnych wyników głosujący zatwierdzili wszystkie 29 poprawek do Konstytucji. Za kluczową poprawką dotyczącą wydłużenia kadencji prezydenta opowiedziało się 91,03% wyborców. Poparcie dla poszczególnych poprawek wahało się od 83,2% do 93,01%.